# 斉藤崇史
斉藤 崇史（さいとう たかし、1982年8月29日 - ）は、日本中央競馬会(JRA)・栗東トレーニングセンターに所属する調教師。神奈川県出身。
戸籍上の表記は「齋藤 崇史」。JRAは旧字体での登録を禁じているため、新字体で表記されることが多い。

## 来歴
中学時代に同級生の影響で競馬ファンとなり、高校時代には1ヶ月間住み込みで牧場の仕事を経験。視力が良くなかったことや運動神経に自信がなかったことから目標を調教師に定め、日本獣医畜産大学（現：日本獣医生命科学大学）に進学。在学中には騎乗技術への自信喪失から進路に迷いが生じたが、同大学のOBであった小松温泉牧場（現：小松トレーニングセンター）の場長から紹介されたアイルランドでの研修により、競馬界に進む決意を定めた。
大学卒業後は同大OBが多く働くノーザンファームに就職し、ノーザンファーム早来の林厩舎で2年間を過ごす。その後、2007年6月に競馬学校厩務員課程に入学。卒業後、グリーンウッド・トレーニングでの待機期間が始まって間もなく、松永幹夫調教師から誘いを受け、翌2008年2月より松永幹夫厩舎に厩務員として所属。同年8月より調教助手となる。調教助手時代にはレッドディザイアの調教に携わる。2014年12月、調教師試験に合格する。
2016年3月19日、中京12Rでゴールドエッセンスが1着となり、開業から5戦目でJRA初勝利を挙げた。
2018年12月19日、全日本2歳優駿(Jpn1)をノーヴァレンダで制し、中央・地方通じての重賞初制覇を飾る。
2019年2月11日、クイーンカップをクロノジェネシスで制し、JRA重賞初制覇。同年10月13日、秋華賞をクロノジェネシスで制してJRAでの初G1制覇を果たした。
2020年11月8日、現役では155人目となるJRA通算100勝を達成した。
2020年12月27日、有馬記念をクロノジェネシスで制した。38歳での有馬記念優勝は1984年のグレード制導入後の最年少記録となった。

## 調教師成績
|               | 日付           | 競馬場・開催   | 競走名                     | 馬名               | 頭数 | 人気 | 着順 |
| ------------- | -------------- | -------------- | -------------------------- | ------------------ | ---- | ---- | ---- |
| 初出走        | 2016年3月5日   | 1回阪神3日9R   | 千里山特別                 | ライトファンタジア | 13頭 | 2    | 10着 |
| 初勝利        | 2016年3月19日  | 2回中京3日12R  | 4歳上500万下               | ゴールドエッセンス | 18頭 | 8    | 1着  |
| 重賞初出走    | 2016年11月5日  | 5回京都1日11R  | ファンタジーステークス     | ショーウェイ       | 12頭 | 12   | 2着  |
| 重賞初勝利    | 2018年12月19日 | 10回川崎3日11R | 全日本2歳優駿              | ノーヴァレンダ     | 14頭 | 5    | 1着  |
| JRA重賞初勝利 | 2019年2月11日  | 1回東京5日11R  | クイーンカップ             | クロノジェネシス   | 9頭  | 1    | 1着  |
| GI初出走      | 2016年12月11日 | 5回阪神4日11R  | 阪神ジュベナイルフィリーズ | ショーウェイ       | 18頭 | 10   | 13着 |
| GI/JpnI初勝利 | 2018年12月19日 | 10回川崎3日11R | 全日本2歳優駿              | ノーヴァレンダ     | 14頭 | 5    | 1着  |
| JRAGI初勝利   | 2019年10月13日 | 4回京都4日11R  | 秋華賞                     | クロノジェネシス   | 17頭 | 4    | 1着  |

### 年度別成績
斉藤崇史の年度別成績（netkeiba.com）を参照

## 主な管理馬
※括弧内は当該馬の優勝重賞競走、太字はGI級競走。
- ノーヴァレンダ （2018年全日本2歳優駿）
- クロノジェネシス （2019年クイーンカップ、秋華賞、2020年京都記念、宝塚記念、有馬記念、2021年宝塚記念）
- ラウダシオン （2020年NHKマイルカップ、2021年京王杯スプリングカップ）
- サマーセント （2020年マーメイドステークス）
- ラーゴム （2021年きさらぎ賞）
- キラーアビリティ （2021年ホープフルステークス、2022年中日新聞杯）
- バーデンヴァイラー（2022年マーキュリーカップ、2023年佐賀記念）
- ジェラルディーナ（2022年オールカマー、エリザベス女王杯）
- ララクリスティーヌ（2023年京都牝馬ステークス）
- ヒンドゥタイムズ（2023年小倉大賞典）
- ステラリア（2023年福島牝馬ステークス）
- ドンフランキー（2023年プロキオンステークス、東京盃、2024年クラスターカップ）
- コウユーカメサンヨ（2024年たんぽぽ賞）
- ヤマニンウルス（2024年プロキオンステークス、2025年東海ステークス）
- スマイルスルー（2024年京都ジャンプステークス、2025年小倉ジャンプステークス）
- クロワデュノール（2024年東京スポーツ杯2歳ステークス、ホープフルステークス、2025年東京優駿）
- ヤマニンアルリフラ（2025年北九州記念）

出典:

## 主な厩舎所属者
- 団野大成(2019年 - )